# アイクラフト
アイクラフト株式会社（英: iCRAFT Corp.）は、兵庫県神戸市中央区に本社を置き、ITサービスに関する事業を行っている日本の企業。
日刊工業新聞社が選定する、兵庫県の個性派企業100社のうちの1社。

## 沿革
- 2001年1月 有限会社アイクラフトを神戸市・栄町通に設立
- 2003年1月 東京千代田区に東京支店開設
- 2003年2月 資本金を2,000万円に増資し、アイクラフト株式会社に組織変更
- 2005年2月 NTT神戸中央ビルにデータセンタ開設
- 2005年4月 大阪市中央区に大阪支店開設
- 2005年5月 資本金を3,000万円に増資
- 2005年10月 株式会社ファーストテクノよりシステム商品事業を買収
- 2006年3月 資本金を4,000万円に増資
- 2006年8月 神戸・三宮に本社を移転
- 2008年1月 株式会社キャットシステムよりどこでもマテル事業を買収
- 2008年4月 資本金を5,500万円に増資
- 2008年8月 姫路事務所開設
- 2009年7月 ベトナム・ホーチミンでiSTAFFベトナム事業開始
- 2010年9月 マイクロン・ジャパン株式会社のITインフラ運用業務を移管受入
- 2010年10月 「iSTAFF」業務提携開始
- 2011年3月 資本金を7,000万円に増資
- 2011年10月 VISSEL The World Supporters Day 開催
- 2012年2月 ひょうごクリエイティブビジネスグランプリ受賞
- 2012年8月 東京に子会社「アイクラフトJPN株式会社」を設置、ベトナム法人、ミャンマー法人を設立

東京におけるIT事業の強化と、ベトナム、ミャンマーを中心とした海外ビジネスの支援事業を提供
- 2014年5月 「FOCUSパソコン」スタートアップサービスを開始
- 2015年11月 オープンソースで構築したオリジナルパソコン「Libre PC」販売開始

イギリスのコラボラ・プロダクティ社と日本初のパートナー契約を締結し、LibreOfficeサポートサービスを提供開始
- 2016年3月 Libre PCが「ひょうご新商品」に認定
- 2018年1月 「LibreBOX」発表
- 2018年11月 株式会社アレスクリエイション(大阪市)をグループ傘下に収める
- 2019年4月 有限会社サイバーズ・アイをグループ傘下に加える

同月 ブロックチェーン関連技術サービスの提供を開始

## 地域貢献活動
「地域密着」に重きを置き、本社のある神戸では多くのイベントに協賛している。
- アニメーション神戸

毎年協賛している。受賞者への副賞として自社ブランドのPCを提供することもある。
- オープンソースカンファレンス2010関西@神戸

神戸の初開催である2010に協賛している。神戸ではブース出展も行う。
- 神戸ITフェスティバル

初開催である2011より協賛しており、ドメインとサーバを無償で提供する。